# Caroline Lunoir
Caroline Lunoir, née en 1981, est une écrivaine et avocate française.

## Biographie

### Enfance et formation
Caroline Lunoir naît en 1981. Elle passe son enfance à Castres, puis à Toulouse.

### Carrière
Caroline Lunoir est avocate pénaliste. Parallèlement, elle écrit des romans. 
Son premier roman, La faute de goût, sorti en 2011, raconte une histoire de famille,. 
En 2013, elle publie avec Sébastien Marnier, Anne-Sophie Stefanini et Fanny Saintenoy, un ouvrage intitulé Quatre. Après leur rencontre lors de la dédicace de leurs romans respectifs, les quatre écrivains décident d'écrire ensemble des morceaux de l'histoire d'un livre, celle de quatre protagonistes que le hasard fait se croiser autour de la place du Châtelet à Paris, sans qu'il soit pour autant possible de reconnaître les auteurs de ces différents morceaux.
Son deuxième roman, Au temps pour nous, paru en 2015, raconte l'histoire d'un groupe de résistants pendant la Seconde Guerre mondiale. 
Son troisième roman, Première dame, sort en 2019 chez Actes Sud. Il dresse le portrait de Marie, l’épouse dévouée d’un ancien Premier ministre infidèle, de droite, candidat à l'élection présidentielle et inquiété par des affaires judiciaires. Inspiré par les élections de 2017, le roman est conçu comme un journal intime. 

## Publications

### Romans
- La faute de goût, 2011, Actes Sud
- Au temps pour nous, 2015, Actes Sud
- Première dame, 2019, Actes Sud

### Roman collectif
- Quatre (publié avec Sébastien Marnier, Anne-Sophie Stefanini et Fanny Saintenoy), 2013